# سيرجيو إيغيا
سيرجيو إيغيا (بالإسبانية: Sergio Egea)‏ هو لاعب كرة قدم ومدرب كرة قدم أرجنتيني في مركز الدفاع، ولد في 21 سبتمبر 1957 في نيكوتشيا في الأرجنتين. لعب مع ديبورتيفو لاكورونيا وريكرياتيفو ونادي أوريويلا ونادي إلتشي ونادي نوفيلدا.

## وصلات خارجية
- سيرجيو إيغيا على موقع قاعدة بيانات كرة القدم.إي يو (الإنجليزية)